# Aphyocharax agassizii
Aphyocharax agassizii é uma espécie de peixe da família Characidae na ordem dos Characiformes. Vivem em zonas de clima tropical. Encontram-se na América do Sul, na bacia do rio Amazonas, no Brasil.

## Morfologia
Os machos podem chegar atingir os 3,3 cm de longitude total.